# 霍貝爾斯貝格山
48°03′10″N 13°26′11″E / 48.052828°N 13.436428°E

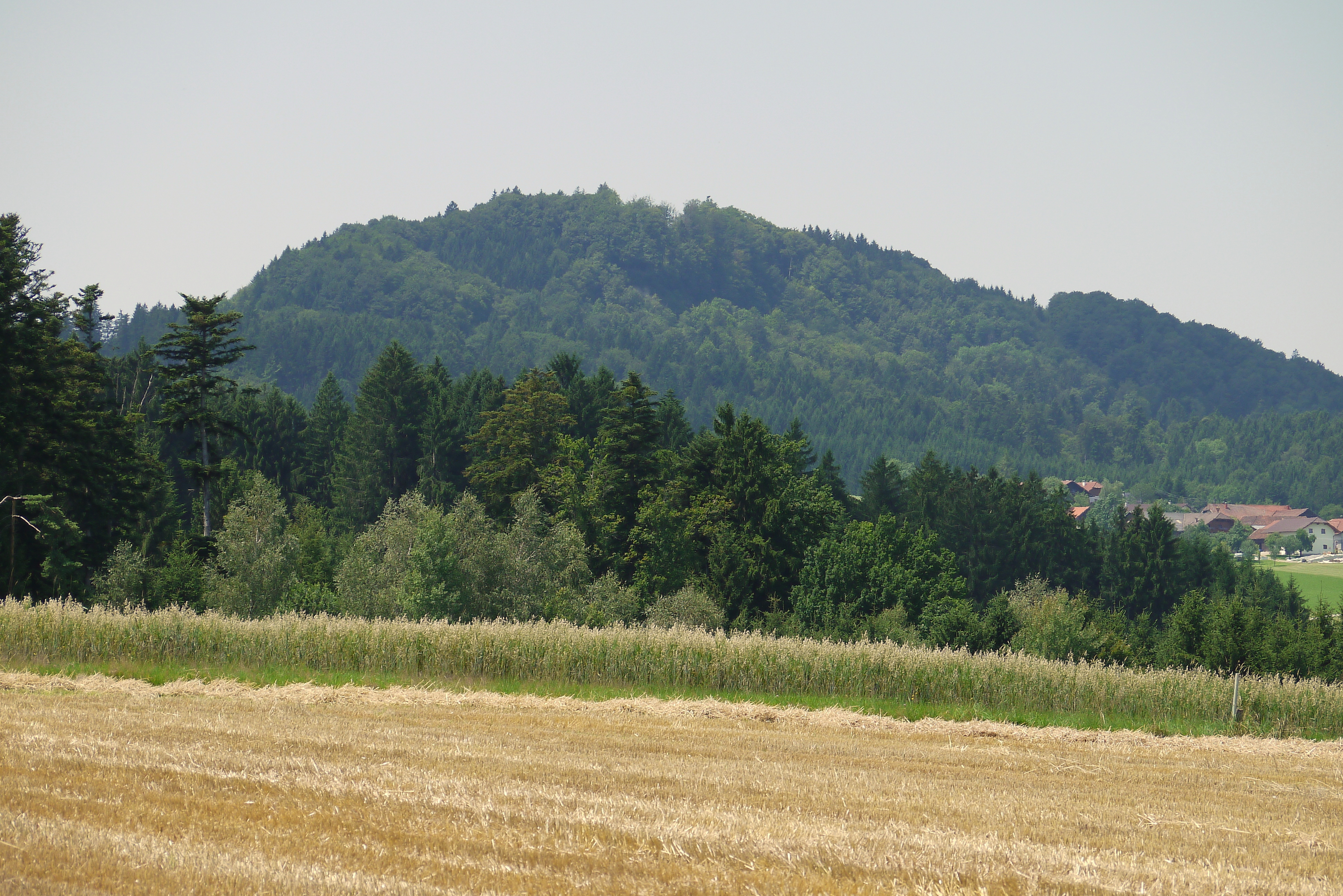

霍貝爾斯貝格山（德語：Hobelsberg），是奧地利的山峰，位於該國北部，由上奧地利州負責管轄，處於豪斯魯克山區弗蘭肯堡西部，距離格布爾貝格山7.8公里，海拔高度777米。